# Jonas Sjöstedt
Jonas Sjöstedt (Göteborg, 25 dicembre 1964) è un politico svedese, presidente del Partito della Sinistra (Vänsterpartiet) dal 2012 al 2020 e dal 1995 al 2006  membro del Parlamento svedese.

## Biografia
Sjöstedt entrò ben presto in politica militando nella Ung Vänster, l'organizzazione giovanile del Partito della Sinistra. Nei primi anni 1990, si impegnò come sindacalista nello stabilimento Volvo Trucks della città di Umeå dove egli stesso lavorò come metalmeccanico.
Nonostante la sua opposizione all'entrata della Svezia nell'Unione europea, si candidò e fu eletto deputato al Parlamento europeo nel 1995 e nuovamente nel 1999 e nel 2004, facendo parte del gruppo della Sinistra Unitaria Europea/Sinistra Verde Nordica, fino alle sue dimissioni nel settembre 2006.
Si trasferì e visse a New York fino al 2010, dove la moglie Ann Mawe lavorava come diplomatica per la delegazione svedese alle Nazioni Unite. In quegli anni Sjöstedt aderì al Partito Socialista degli USA e cominciò a scrivere romanzi polizieschi e di fantascienza e a collaborare con giornali e radio.
Tornato in Svezia, fu capolista del Partito della Sinistra e venne eletto come membro del Parlamento svedese nel 2010, nella provincia di Västerbotten, ottenendo quasi un terzo dei voti di preferenza della circoscrizione.
Il 5 luglio 2011 Sjöstedt decise di candidarsi come leader del Partito nella Sinistra e il 6 gennaio 2012 i delegati del congresso lo elessero come nuovo presidente, con 179 voti a favore e 39 contro.
Il 15 gennaio 2020, Sjöstedt ha annunciato che non avrebbe corso per la rielezione al Congresso del partito di sinistra nel maggio 2020.